# Isla de Araçatuba
Isla de Araçatuba (en portugués: Ilha de Araçatuba) cuyo nombre completo es Isla de Nuestra Señora de Araçatuba (Ilha de Nossa Senhora de Araçatuba), y que también es conocida como Isla de la Fortaleza, está situada en el extremo sur de la bahía de la isla de Santa Catarina en el estado de Santa Catarina, Brasil. Se trata de una pequeña isla cerca Punta de Naufragados y de la Punta dos Papagaios.
Es mencionada en el Decreto de creación del Área de Protección Ambiental de la Ballena Franca del 14 de septiembre de 2000, como uno de los bordes de la zona. Alberga las ruinas de la antigua fortaleza de Nuestra Señora de la Concepción de Araçatuba (Nossa Senhora da Conceição de Araçatuba).
En la vecina Punta dos Papagaios se encuentra la Posada dos Papagiaos, una de las Posadas de Charme, a la que se tiene acceso por el continente, a través de la playa del sueño, en el municipio de Palhoça.